# Heelblaadjeszadelmot
De heelblaadjeszadelmot (Epiblema cnicicolana) is een vlinder uit de familie bladrollers (Tortricidae). De wetenschappelijke naam is voor het eerst geldig gepubliceerd in 1847 door Zeller.
De soort komt voor in Europa.